# Restytut Staniewicz
Restytut Witold Staniewicz (ur. 18 sierpnia 1929 w Wilnie, zm. 18 stycznia 2011 w Puszczykowie) – polski historyk, w czasach PRL działacz opozycji demokratycznej.

## Życiorys
Był synem Witolda Staniewicza (ekonomisty) i Eugenii z domu Sumorok.
W 1956 brał udział w wydarzeniach Poznańskiego Czerwca. Od 1959 do 1970 pracował w Instytucie Zachodnim, w 1965 uzyskał doktorat. W 1970 został za poglądy polityczne usunięty z Instytutu i przez dwa lata pozostawał bez pracy. W 1972 został pracownikiem Biblioteki Kórnickiej, z której został zwolniony w 1978.
W latach 70. był członkiem Konwentu Nurtu Niepodległościowego, współpracownikiem Komitetu Obrony Robotników, a następnie uczestnikiem Ruchu Obrony Praw Człowieka i Obywatela. W latach 80. był członkiem „Solidarności”, działał we Wszechnicy Robotniczej przy MKZ NSZZ Solidarność w Poznaniu. W latach 1988–1991 był członkiem Polskiej Partii Socjalistycznej reaktywowanej przez Jana Józefa Lipskiego, od 1993 należał do Konfederacji Polski Niepodległej.
Po 1989 kierował poznańskim oddziałem Ogólnopolskiego Klubu Miłośników Litwy, był inicjatorem komitetu budowy pomnika Józefa Piłsudskiego w tym mieście oraz Komitetu Polska-Ukraina
Pochowany został na cmentarzu parafialnym św. Jana Vianneya przy ulicy Lutyckiej w Poznaniu.
21 stycznia 2011 został pośmiertnie odznaczony Krzyżem Kawalerskim Orderu Odrodzenia Polski.